# Henry (filme de 2011)
Henry é um curta-metragem canadense de 2011 dirigido por Yan England. Como reconhecimento, foi nomeado ao Oscar 2013 na categoria de Melhor Curta-metragem.